# The Pretenders
The Pretenders je britanski rock sastav osnovan 1978. u Londonu. Frontman sastava je gitaristica i pjevačica Chrissie Hynde. Sastav je često mijenjao postave a jedino Hynde je bila u sastavu cijelo vrijeme. U početku osim Hynde sastav su činili gitarist James Honeyman-Scott, Pete Farndon (bas-gitara) i Martin Chambers (bubnjevi). Honeyman-Scott i Farndon umiru 1982. odnosno 1983. godine a Chambers napušta sastav i opet mu se priključuje od 1994. pa do danas.
Sastav je imao nekoliko svjetskih hitova od kojih su najpoznatiji: "I'll Stand by You", "Don't Get Me Wrong" i "Brass in Pocket".
Godine 2005. izabrani su u Rock and Roll Hall of Fame.

## Diskografija
- 1980. - Pretenders
- 1981. - Pretenders II
- 1984. - Learning to Crawl
- 1986. - Get Close
- 1990. - Packed!
- 1994. - Last of the Independents
- 1995. - The Isle of View (live)
- 1999. - Viva El Amor
- 2002. - Loose Screw
- 2006. - Pirate Radio (4-CD+DVD-box)
- 2008. - Break Up the Concrete

## Vanjske poveznice
- Službena stranica